# 阿蒙和埃夫勒内
阿蒙和埃夫勒内（法語：Amont-et-Effreney，法語發音：[amɔ̃ e efʁənɛ]）是法国上索恩省的一个市镇，属于吕尔区。

## 地理
阿蒙和埃夫勒内（47°52'31"N, 6°34'29"E）面积16.83 平方千米，位于法国勃艮第-弗朗什-孔泰大區上索恩省，该省份为法国东部内陆省份，北起顺时针与孚日省、贝尔福地区省、杜省、汝拉省、科多尔省和上马恩省接壤。
与阿蒙和埃夫勒内接壤的市镇（或旧市镇、城区）包括：拉隆日讷、福科涅和拉梅尔、圣布雷松、拉瓦夫尔。

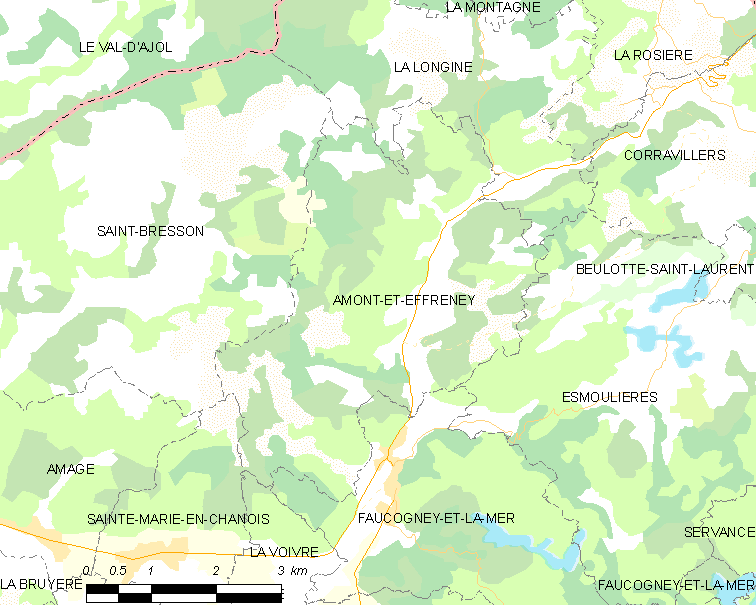
阿蒙和埃夫勒内的OSM定位图

阿蒙和埃夫勒内的时区为UTC+01:00、UTC+02:00（夏令时）。

## 行政
阿蒙和埃夫勒内的邮政编码为70310，INSEE市镇编码为70016。

## 政治
阿蒙和埃夫勒内所属的省级选区为梅利塞县。

## 人口

1962-2008年间阿蒙和埃夫勒内人口变化图示

阿蒙和埃夫勒内于2022年1月1日时的人口数量为166人。